# Lessines
Lessines (en néerlandais Lessen, en picard et wallon Lissene) est une ville francophone de Belgique située sur la rivière Dendre en Région wallonne dans la province de Hainaut.

## Géographie

### Sections de la commune

#### Sections

Lessines et ses anciens villages fusionnés en 1977. Les zones en jaune représentent les noyaux urbains.

| # | Nom                    | Superf. (km²) | Habitants (2020) | Habitants par km² | Code INS |
| - | ---------------------- | ------------- | ---------------- | ----------------- | -------- |
| 1 | Lessines (I)           | 10,51         | 8 588            | 817               | 51069A   |
| 2 | Deux-Acren (VI)        | 15,29         | 3 860            | 252               | 51069B   |
| 3 | Bois-de-Lessines (VII) | 9,39          | 1 652            | 176               | 51069C   |
| 4 | Ollignies (VIII)       | 9,01          | 1 590            | 126               | 51069D   |
| 5 | Papignies (II)         | 3,54          | 601              | 170               | 51069E0  |
| 6 | Wannebecq (III)        | 6,62          | 683              | 103               | 51069E1  |
| 7 | Ogy (IV)               | 8,51          | 733              | 86                | 51069F   |
| 8 | Ghoy (V)               | 9,79          | 1 039            | 106               | 51069G   |

## Démographie

### Démographie: avant la fusion des communes
- Source : DGS recensements population.

### Démographie: commune fusionnée
En tenant compte des anciennes communes entraînées dans la fusion de communes de 1977, on peut dresser l'évolution suivante :
Les chiffres des années 1831 à 1970 tiennent compte des chiffres des anciennes communes fusionnées.
- Source : DGS, de 1831 à 1981 = recensements population ; à partir de 1990 = nombre d'habitants chaque 1er janvier.

## Histoire

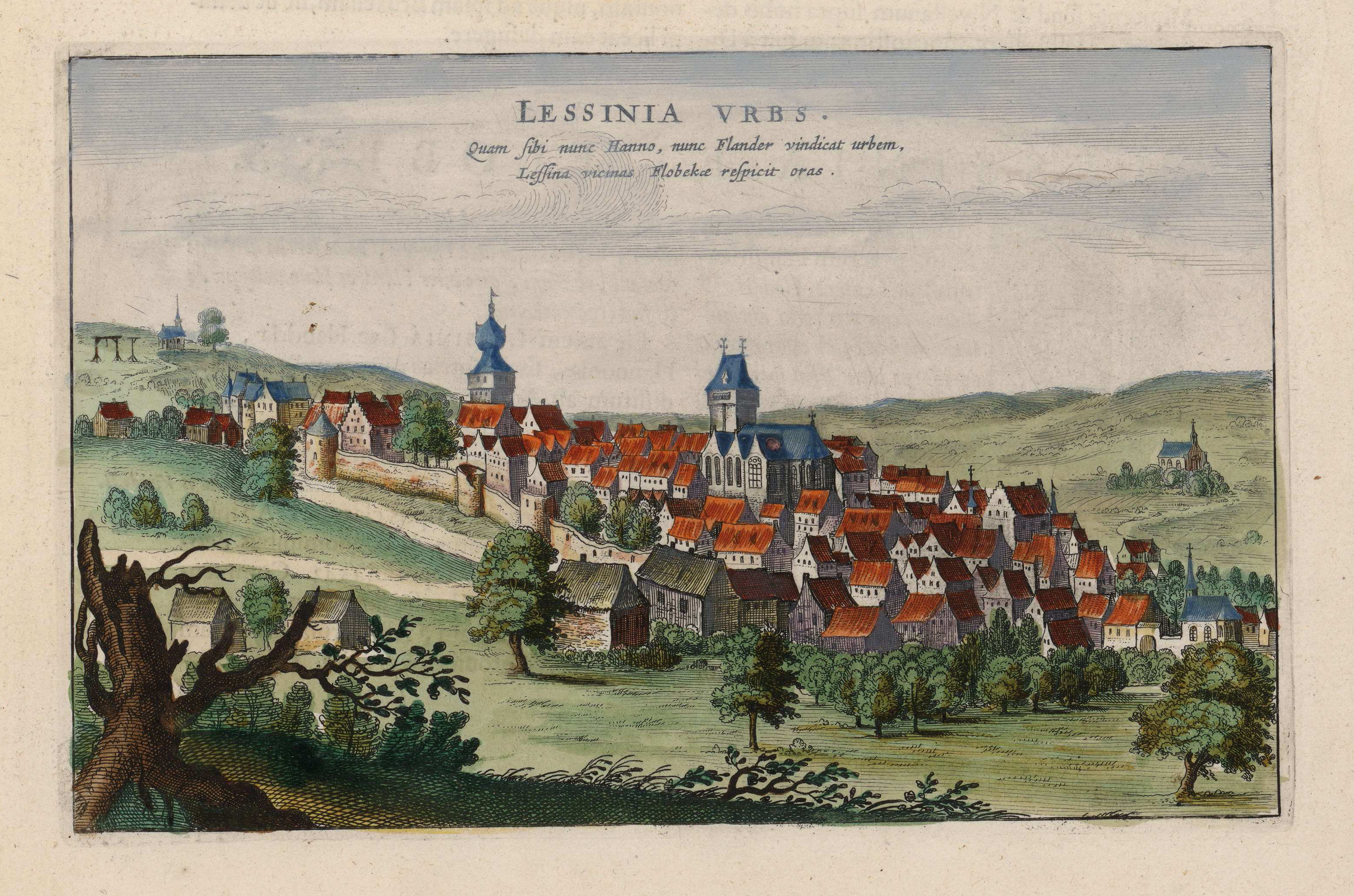
Lessinia Urbs (c. ±1649) de Johannes Blaeu.

Il semblerait qu'elle ait été fondée par les Saxons, refoulés par les troupes romaines après une bataille, vers le Ve siècle.
Au début du IXe siècle, dix exploitations agricoles (« manses ») de Lessines (de Lietzinis) appartenaient au patrimoine de la mère de saint Guibert (Wichpertus), qui les lui légua, à lui et à son frère Oubaud (Oilboldus). Guibert légua sa part à l'abbaye de Gembloux qu'il venait de fonder en 936, donation entérinée par une charte d'Otton Ier du Saint-Empire de 946.
La terre de Lessines, tout comme celle de Flobecq, se trouvait sur la limite du Hainaut et du comté d'Alost et était occupée par le châtelain d'Audenarde. Primitivement, la plus grande partie de ces territoires étaient une dépendance du comté d'Alost, mais il est vraisemblable que la langue romane dont usaient les habitants les avaient rapprochés de leurs voisins du Hainaut. Le châtelain d'Audenarde, au lendemain du jour où Rodolphe de Habsbourg avait prononcé sa sentence contre Gui de Dampierre, s'était empressé de faire hommage au Hainaut (1280). La cour des barons de Flandre, convoquée par le comte et présidée par son fils Robert, avait affirmé, en 1281, les droits de la Flandre et une série d'enquêtes se suivirent, dont le comte de Hainaut refusa généralement d'accepter les conclusions.
Ce qui compliquait la solution, c'est que ces territoires comprenaient des alleux et des fiefs, et que parmi ces fiefs les uns paraissaient dépendre du Hainaut, les autres de la Flandre.

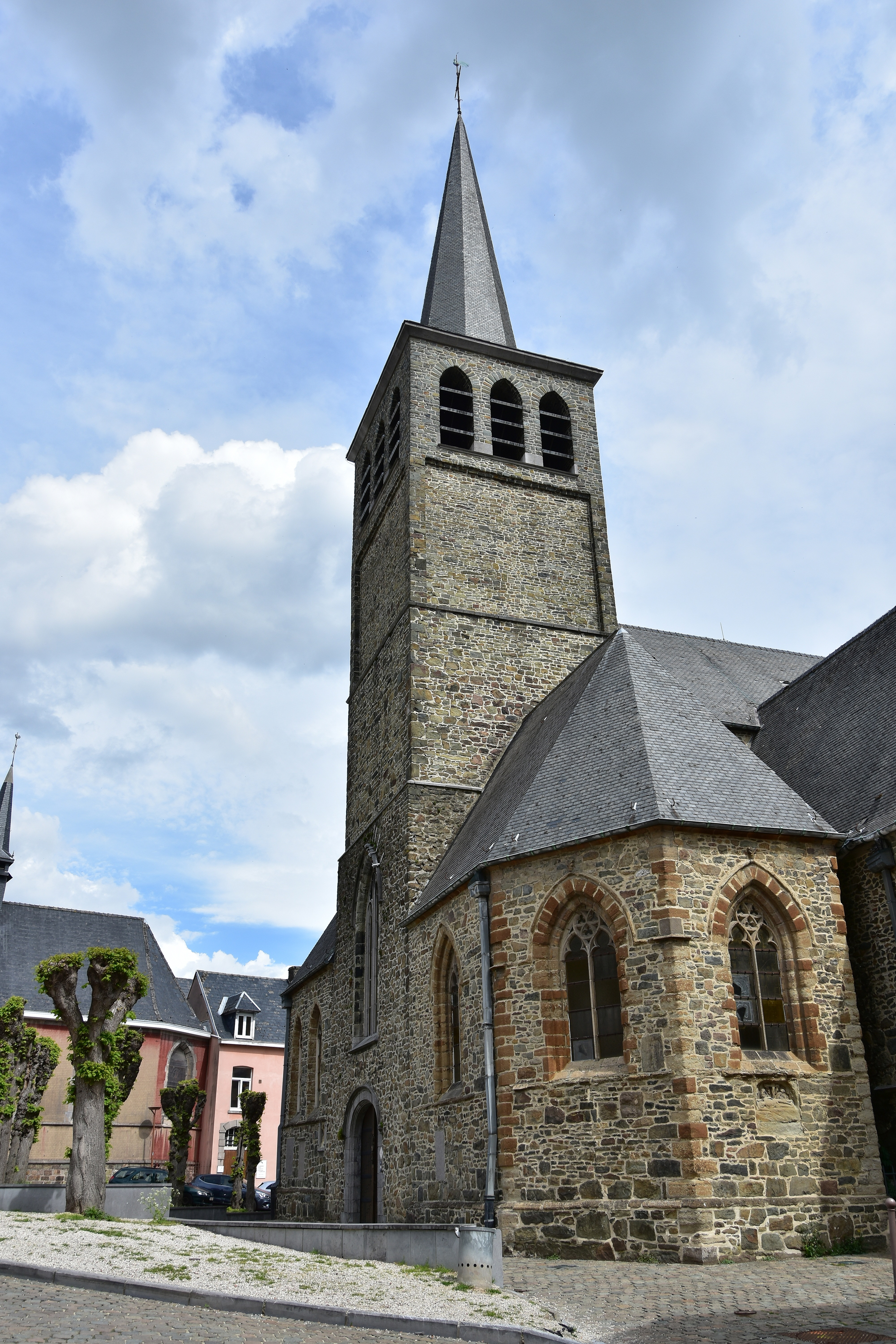
L'église Saint-Pierre.

Une sentence arbitrale prononcée en 1310 et qui embrassait d'autres points litigieux, relatifs à la Zélande, à la Flandre impériale et au Cambraisis, portait en substance au sujet des « terres de débat » (qui comprenaient Lessines, Bois-de-Lessines, Ogy, Zarlardinge, Everbeek, Acren, Papignies, Isières, Lenseghem, Tongre, Bauffe, les bois de Pottelsberghe et de La Louvière, Flobecq, Ghoy, Wodecq et Ellezelles), que la ville de Lessines et sa châtellenie, le château de Flobecq et son enceinte, les moulins jusqu'au ruisseau venant de Puvinage, les bois de Pottelsberghe et de La Louvière ainsi que l'hommage de Maulde étaient à la Flandre, que la ville de Flobecq appartenait au Hainaut. Enfin, la terre d'Ende devait être partagée suivant cerclemenage. Un premier dictum, prononcé par Robert de Béthune en 1282, avait reconnu qu'en dehors des fossés du château, la ville de Flobecq était un alleu du sire d'Audenarde.
L'affaire traîna en longueur. En 1333, un arrangement arrêté entre Louis de Nevers et Guillaume de Hainaut décida que ce dernier conserverait les terres de Lessines et de Flobecq, mais qu'il relèverait de la Flandre tout ce qui dans lesdites terres appartenait au comté d'Alost. C'était laisser en suspens le fond de la controverse ; de là de nouvelles enquêtes dont les témoignages sont en grande partie contradictoires et qui paraissent n'avoir jamais abouti.
Le Hainaut demeura en possession. En 1368, le comte Aubert reconnaît tenir en fief de la Flandre le château, la ville et la châtellenie de Lessines, le château de Flobecq, la basse-cour, les chingles et toute la pourchainté et une partie de la ville de Flobecq. Il s'engage à en traiter les gens suivant la coutume de Flandre et d'Alost, et encore, le 28 septembre 1418, Philippe de Bourgogne mande au bailli d'Alost que Jacqueline de Bavière ayant cédé à sa mère les seigneuries de Lessines et de Flobecq, elle doit être admise à l'hommage en présence des hommes du perron d'Alost.

## Armoiries
|  | Blason de Lessines, accordé en 1839 et confirmé après la fusion des communes. Elles sont une combinaison des armoiries des seigneurs de Pamele et la clé de Saint Pierre, saint-patron de la ville. Les seigneurs de Pamele sont mentionnées comme seigneurs de Lessines dès le XIe siècle. Les Comtes de Hainaut leur ont succédé au XIIIe siècle. Le plus vieux sceau connu du conseil et ne montrait que le saint-patron portant une clé. Plus tard, le sceau combine le saint avec les armoiries des seigneurs de Pamele et depuis le XVIe siècle seule la clé a été maintenue. En 1818, les armoiries ont été octroyées avec sept barres et une clé noire ce qui a été corrigé en 1838. Blasonnement : De Gueules à trois trangles d'or, une clef d'argent posée en pal brochant sur le tout. - Arrêté royal : 2 avril 1979 |

## Politique et administration

### Collège communal 2024-2030
| Collège communal  |                                  |                  |
| ----------------- | -------------------------------- | ---------------- |
| Bourgmestre       | Antoine Motte                    | MR-Ensemble      |
| 1er Échevin       | Oger Brassart                    | Oser-Les Engagés |
| 2e Échevine       | Aurélia Criquielion              | MR-Ensemble      |
| 3e Échevine       | Isabelle Privé                   | Socialibre       |
| 4e Échevine       | Line De Mecheleer-Devleeschauwer | MR-Ensemble      |
| 5e Échevin        | Frédéricq Dubreucq               | MR-Ensemble      |
| Président du CPAS | Didier Delauw                    | Oser-Les Engagés |

## Patrimoine et Culture

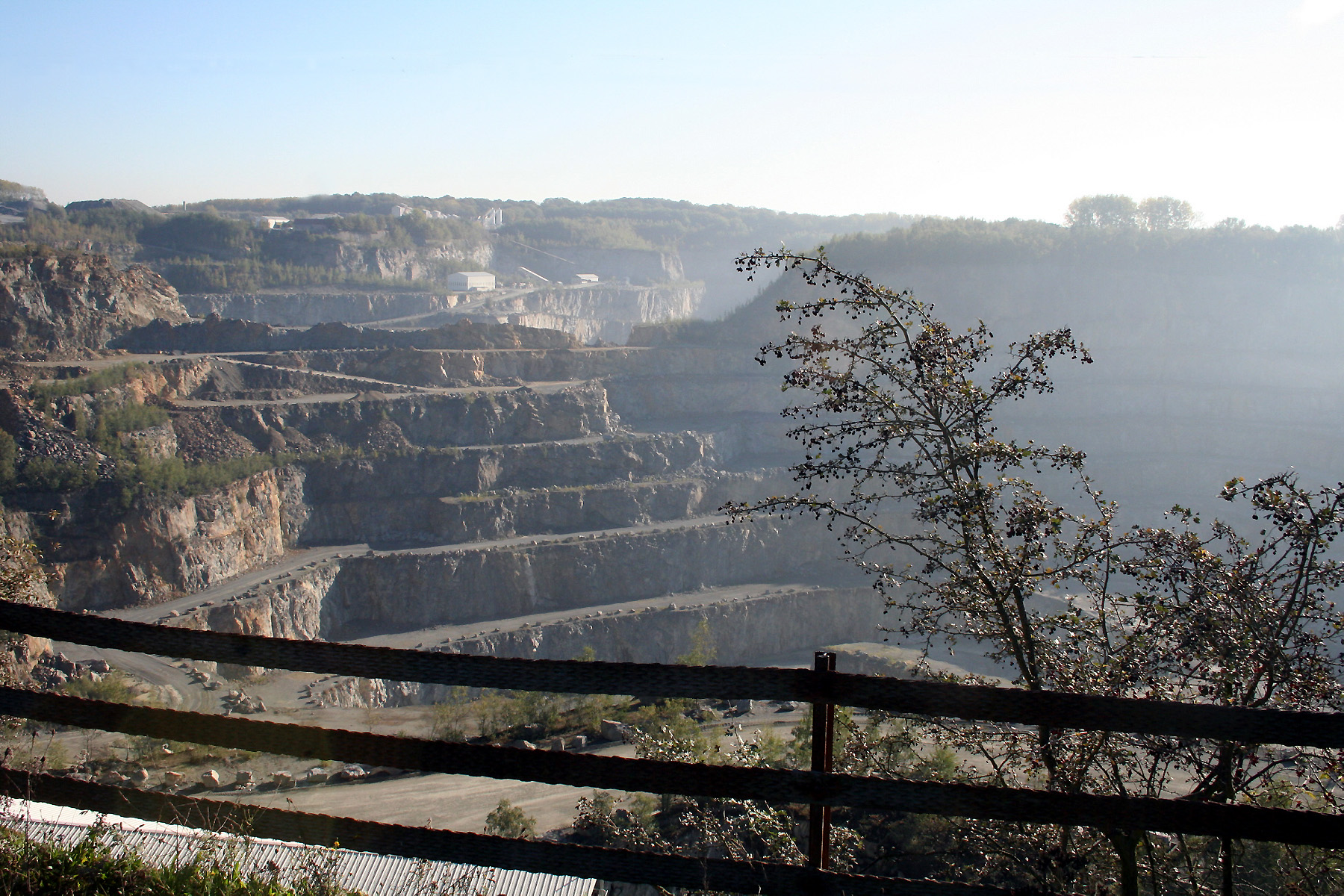
Les carrières de porphyre.

### Patrimoine architectural et naturel
- Les carrières de porphyre valent la visite.
- L'hôpital Notre-Dame à la Rose, Hôtel-Dieu devenu monastère hospitalier, fondé en 1242 par Alix de Rosoit, dame d'honneur de Blanche de Castille et veuve d'Arnould IV d'Audenarde, grand bailli de Flandre et seigneur de Lessines. Les bâtiments furent reconstruits du XVIe au XVIIIe siècle avec une constance de style Renaissance flamande. Ils forment un grand quadrilatère autour d'un cloître gothique entourant un joli jardin intérieur.
- Le patrimoine immobilier classé

### Culture et folklore
- Groupe de musique les Poulycrocs.
- Centre Culturel René Magritte.
- Cortège carnavalesque le mardi gras (47 jours avant Pâques).
- Vendredi saint : Procession des pénitents.
- Entre le deuxième et troisième dimanche d'août : El Cayoteu (l'ouvrier carrier) : 9 jours de festivité organisée à la gloire du temps des ouvriers carriers. Le troisième dimanche les géants à l'effigie des personnalités du quartier Saint-Roch défilent dans les rues et des chars retraçant le travail du pavé de porphyre.
- Premier weekend de septembre : Fêtes historiques du Festin.
- Deuxième weekend de septembre : Les Unes Fois d'un Soir, Festival international des arts de la rue[8].
- Ma Radio, radio lessinoise créée en 1981 qui a plus de succès et avec beaucoup d'audience dans plusieurs communes du nord de la province du Hainaut occidental.

## Sports et vie associative

### Sports

#### Clubs
- Royal Association Sportive Lessines Ollignies.
- Le Grand Prix Criquielion.
- Judo-Club Lessinois.

### Vie associative

#### Jeunesse
- Les Guides de Lessines à Deux-Acren.
- Le Patro à Ollignies.
- Musique Royale des Prisionners de Guerre de Deux-Acren.
- L'unité Scoute de Lessines : HD022.
- Fanfare Royale l'Union d'Ollignies.
- Fanfare Royale l'Avenir de Ghoy.

## Personnalités liées à Lessines
- Gilles de Lessines (XIIIe siècle), théologien dominicain.
- Alphonse van de Velde, homme politique.
- Gus Viseur, accordéoniste.
- René Magritte, peintre surréaliste, est né à Lessines.
- Esther Deltenre, comédienne de théâtre en brusseleer, spectacle bruxellois et cinéma populaire. Née le 26 mai 1877 à Bruxelles.
- Jean-Claude Drouot, comédien, est natif de Deux-Acren, né le 17 décembre 1938 (son rôle le plus célèbre est Thierry la Fronde).
- Julia Frezin (1870- 1950), artiste et femme de lettres.
- Gabrielle Richet (1884-1925), espionne durant la Première Guerre mondiale.
- Louis Scutenaire, poète et écrivain surréaliste belge, est né en 1905 à Ollignies.
- Claude Criquielion, cycliste, Champion du monde sur route, est natif de Deux-Acren.
- Lou Deprijck (1946-2023), chanteur, est natif de Deux-Acren.
- Jules Geheniau, professeur de physique et ancien doyen de la faculté des sciences de l'ULB.
- Yves Godard, officier parachutiste français, décédé à Lessines le 3 mars 1975.
- Raoul Vaneigem, philosophe belge né à Lessines le 21 mars 1934.
- Élie Lison, comédien de théâtre et de cinéma, un metteur en scène et producteur, mais aussi un astrologue de réputation internationale, né à Ghoy le 11 juillet 1945.
- César Despretz, chimiste et physicien.
- Daniel  Vandendaul (1953-), marcheur belge, né à Lessines.
- Fabrice Bureau (1967-), chercheur et professeur belge à la Faculté de médecine vétérinaire de l’Université de Liège.

## Évocation littéraire
- Xavier Jacque, Les Templiers et l'Hôtel-Dieu de Lessines, Bruxelles, Safran Éditions, 2014 (1re éd. 1923), 1248 p. (ISBN 978-2-87457-074-2).